# Al-Dżanudijja
Al-Dżanudijja (arab. الجانودية) – miasto w Syrii, w muhafazie Idlib. W 2004 roku liczyło 7774 mieszkańców.
Siedziba poddystryktu Al-Dżanudijja.